# Agapetus celatus
Agapetus celatus is een schietmot uit de familie Glossosomatidae. De soort komt voor in het Nearctisch gebied.